# Alojz Tkáč
Alojz Tkáč (Göröginye, 1934. március 2. – Kassa, 2023. május 23.) szlovák katolikus pap, kassai érsek (1995–2010).

## Pályafutása
1961. június 25-én szentelték pappá.

### Püspöki pályafutása
1990. február 14-én kassai püspökké nevezték ki. Március 17-én szentelte püspökké Jozef Tomko bíboros, a Népek Evangelizációjának Kongregációja prefektusa, Ján Sokol nagyszombati érsek és Ján Chryzostom Korec nyitrai püspök segédletével. 1995. március 31-én – az egyházmegye főegyházmegyei rangra emelésével – kassai érsekké nevezték ki.
2010. június 4-én vonult nyugalomba.